# Christian Friedrich von Brand
Christian Friedrich von Brand († 31. Juli 1735 in der Festung Sonnenstein) war zunächst Hofrat in Altenburg und zuletzt Geheimer Rat und Kanzler des Herzogs Moritz Wilhelm von Sachsen-Merseburg.
Wegen Landesverrats, Eingriffs in die Rentkammer und falschen Gebrauchs des Siegels seines Landesherrn wurde am 10. April 1713 ein Haftbefehl gegen ihn erlassen. Brand floh, wurde aber 1715 in Naumburg (Saale) entdeckt und inhaftiert. Er kam auf die Festung Sonnenstein, wo er bis zu seinem Tod in Haft blieb.
Er besaß die Güter Gleina, Langenleuba, Lucka, Trackendorf und Zinna.
Brand war seit dem 6. Februar 1693 mit Erdmuthe Sophie von Pöllnitz (* 10. September 1677) verheiratet, der Tochter des kursächsischen Politikers Ludwig Ernst von Pöllnitz.